# Nautodikai
Nautodikai (altgriechisch ναυτοδίκαι nautodíkai, deutsch ‚Seemannsrichter‘) waren Beamte einer erstmals um die Mitte des 5. Jahrhunderts v. Chr. inschriftlich nachgewiesenen Behörde im antiken Athen. Zuständig waren die Nautodikai für die Klageeinführung der Schiffseigner und Großhändler, zudem führten sie den Vorsitz in entsprechenden Prozessen.
Der Streitwert musste mindestens zehn Minen betragen, was zur Zeit des Peloponnesischen Kriegs im letzten Drittel des 5. Jahrhunderts v. Chr. rund 4,3 Kilogramm Silber entsprach. Erfüllungsort des angefochtenen Rechtsgeschäfts – auf Athen bezogene Warenein- oder -ausfuhren – musste Athen sein, der Beklagte entweder Bürger Athens oder Metöke sein und seinen Wohnsitz in Attika oder einer der athenischen Kleruchien haben.
In diesem Zusammenhang waren die Nautodikai auch für Klagen gegen Personen zuständig, die sich unberechtigt als Mitglied einer Phratrie ausgaben und sich dadurch den Status eines athenischen Bürgers anmaßten. Im Verlauf des 5. Jahrhunderts v. Chr. wurde diese xenias graphe genannte Popularanklage für einige Jahre von einer eigenen Behörde, den Xenodikai, verhandelt, bevor sie wieder der Kompetenz der Nautodikai unterstellt wurden.
Unbekannt ist sowohl die Anzahl an Mitgliedern, die der Behörde gleichzeitig angehörten, als auch das Bestellungsverfahren. Der Polemarchos war Empfänger der durch die Nautodikai eingeführten Klagen und leitete sie zur Verhandlung an die durch Los bestimmten Phylenrichter weiter. Klagen durften nur in einem bestimmten Monat eingereicht werden und mussten in festgesetzter Frist verhandelt werden. So beschwert sich Lysias in einer 397 v. Chr. gehaltenen Rede, dass eine von ihm im Wintermonat Gamelion eingereichte Klage nicht durch die Nautodikai abgeschlossen worden war. Berufung gegen ein Urteil war möglich und musste in festgesetzter Frist ebenfalls beim Polemarchos eingereicht werden, der sie an die Nautodikai weiterleitete. Die für die Seefahrt wichtigen Sommermonate waren für derlei Verfahren ausgeschlossen.